# Kraków Dome
Der Kraków Dome (polnisch Kopuła Krakówa ‚Krakau-Kuppel‘) ist ein Eisdom auf King George Island im Archipel der Südlichen Shetlandinseln. Er ragt auf der Krakau-Halbinsel auf.
Eine polnische Antarktisexpedition benannte ihn 1980 nach der früheren polnischen Hauptstadt Krakau. Das UK Antarctic Place-Names Committee übertrug diese Benennung 2003 ins Englische.